# Geoffrey Cantor
Geoffrey Cantor (1943) es profesor emérito de Historia de la Ciencia en la Universidad de Leeds.
El profesor Cantor se formó como físico, obteniendo su doctorado en radiofísica en el King's College de Londres. Junto con esa investigación descubrió la Historia y Filosofía de la Ciencia y comenzó a tomar cursos con Larry Laudan en ese tema nuevo y emocionante para él, mientras enseñaba física en una escuela. El departamento de Historia y Filosofía de la Ciencia en la Universidad de Indiana le dio la oportunidad de trabajar como historiador. Ha pasado la mayor parte de su vida profesional enseñando Historia y Filosofía de la Ciencia en la Universidad de Leeds, pasando gradualmente de la historia de la física a los estudios históricos sobre ciencia y religión.
Es miembro del comité general de la International Society for Science and Religion (Sociedad Internacional de la Ciencia y la Religión), y forma parte del consejo editorial de Studies in History and Philosophy of Science (Estudios de Historia y Filosofía de la Ciencia).
Sus intereses de investigación incluyen la historia de la física (especialmente sobre la óptica de los siglos XVIII y XIX), la ciencia y la religión (especialmente judíos y cuáqueros comprometidos con la ciencia) y la ciencia en el siglo XIX. 
Cantor, junto con el Profesor John Hedley Brooke pronunció en 1995-1996 las Conferencias Gifford en la Universidad de Glasgow. El libro resultante de sus conferencias Gifford lleva por título Reconstructing Nature: The Engagement of Science and Religion (1998) (Reconstruir la Naturaleza: La Participación de la Ciencia y la Religión)
Actualmente es Honorary Senior Research Fellow (Departamento de Estudios en Ciencia y Tecnología) del University College London.

## Obras
- Science in the Nineteenth-Century Periodical: Reading the Magazine of Nature (2004)[1]
- Science Serialized: Representations of the Sciences in Nineteenth-Century Periodicals (2004)
- Culture and Science in the Nineteenth-Century Media (2004)
- Michael Faraday, Sandemanian and Scientist: A Study of Science and Religion in the Nineteenth Century (1991)[2]
- Companion to the History of Modern Science (1990)
- Optics after Newton: Theories of Light in Britain and Ireland, 1704–1840 (1983)
- Religion and the Great Exhibition of 1851. Oxford University Press. 2011. ISBN 978-0-19-959667-6.[3]
- John Hedley Brooke, Geoffrey N. Cantor (1998). Reconstructing Nature: The Engagement of Science and Religion. Oxford University Press. ISBN 9780195137064.[4]
- G. N. Cantor (2005). Quakers, Jews, and Science: Religious Responses to Modernity and the Sciences in Britain, 1650-1900. Oxford University Press. ISBN 9780199276684.[5][6][7]
- Thomas Dixon, Geoffrey Cantor, Stephen Pumfrey, ed. (2011). Science and Religion. New Historical Perspectives. Cambridge University Press. ISBN 9781107404113.
- Geoffrey Cantor, Sally Shuttleworth, ed. (2004). Science Serialized. Representations of the Sciences in Nineteenth-Century Periodicals. MIT Press. ISBN 9780262033183.[8]
- Geoffrey Cantor, Marc Swetlitz, ed. (2006). Jewish Tradition and the Challenge of Darwinism. Chicago University Press. ISBN 9780226092775.[9][10]